# 倭河马
倭河马（学名：Choeropsis liberiensis）又称侏儒河马，为河马科倭河马属的物種，为濒危野生动植物种国际贸易公约附录II所列的保护动物。分布于西非的热带雨林與沼澤中，主要分布於賴比瑞亞，並有部分個體分布於塞拉利昂、幾內亞以及象牙海岸。倭河馬為河馬科仅有的两个的倖存種之一。
倭河马生活於密林之中，數量稀少且為夜行性，一直到19世紀才被西非以外的人所知。在20世紀初倭河馬被引進動物園，大多科學家針對倭河马的行為研究多半來自這些人工圈養繁殖的個體。國際自然保護聯盟估計目前倭河馬存活的野生個體數量少於3,000頭。
倭河马主要受到的威脅是來自於棲息地的喪失，大量的森林被砍伐作為農地。牠們同時也受到偷獵、掠食者與戰爭的威脅，在賴比瑞亞有時會被獵取作為叢林肉販售。

## 分類
倭河馬的姊妹種為馬達加斯加綠河馬（C. madagascariensis），為近年絕種的3種馬達加斯加河馬之一。馬達加斯加綠河馬的體型與倭河馬相近，亦較少在水中生活，大部份的化石都是在馬達加斯加的森林高地發現。一般相信馬達加斯加綠河馬是在最近500年內滅絕的。
倭河馬生物分類學位置隨著研究的發展而不斷變動。薩繆爾·喬治·莫頓最早將倭河馬取名為 Hippopotamus minor，但後來認為倭河馬與河馬之間的關係沒這麼親，得以自成 Choeropsis 一屬。在1977年，Shirley C. Coryndon提出學說，認為倭河馬屬於六齒河馬屬（Hexaprotodon），六齒河馬屬為一群源自於亞洲的已絕種河馬。
這項學說被廣為人所接受，倭河馬也因此被歸入於六齒河馬屬之下。在2005年，Jean-Renaud Boisserie等人在針對倭河馬發展史的研究後認為，倭河馬並非屬於六齒河馬，而應該獨立一屬。因此倭河馬被重新歸類至倭河馬屬之下。

## 形态
看起来似小型的河马，腿和頸相对较长，嘴较小，眼長在頭部兩側。成年倭河馬肩高約75—100 cm（2.46—3.28英尺），体长约150—175 cm（4.92—5.74英尺），体重仅180—275（397—606磅）重，还没有一些羚羊大。人工飼育環境下的壽命約為42至55年，野生個體可能更短。
倭河馬的皮膚顏色為深綠或深棕色，腹部則是較淺的灰色。牠們的皮膚與河馬類似，同樣都會分泌既不是血也不是汗的「血汗」；血汗的主要成分為河馬汗酸，充當類似防曬油的功能，可以防止河馬皮膚曬傷和打鬥後傷口感染。河馬的皮膚很容易乾燥並龜裂，這也是兩種河馬喜歡長時間待在水裡的主要原因之一。
倭河馬的眼眶與鼻沒有像河馬那般明顯突出，因此在水中時無法只露出雙眼與鼻呼吸。倭河馬具有較小的腳掌與較分開的腳趾，腳趾間蹼不明顯，方便倭河馬在林地地表行走。

## 习性

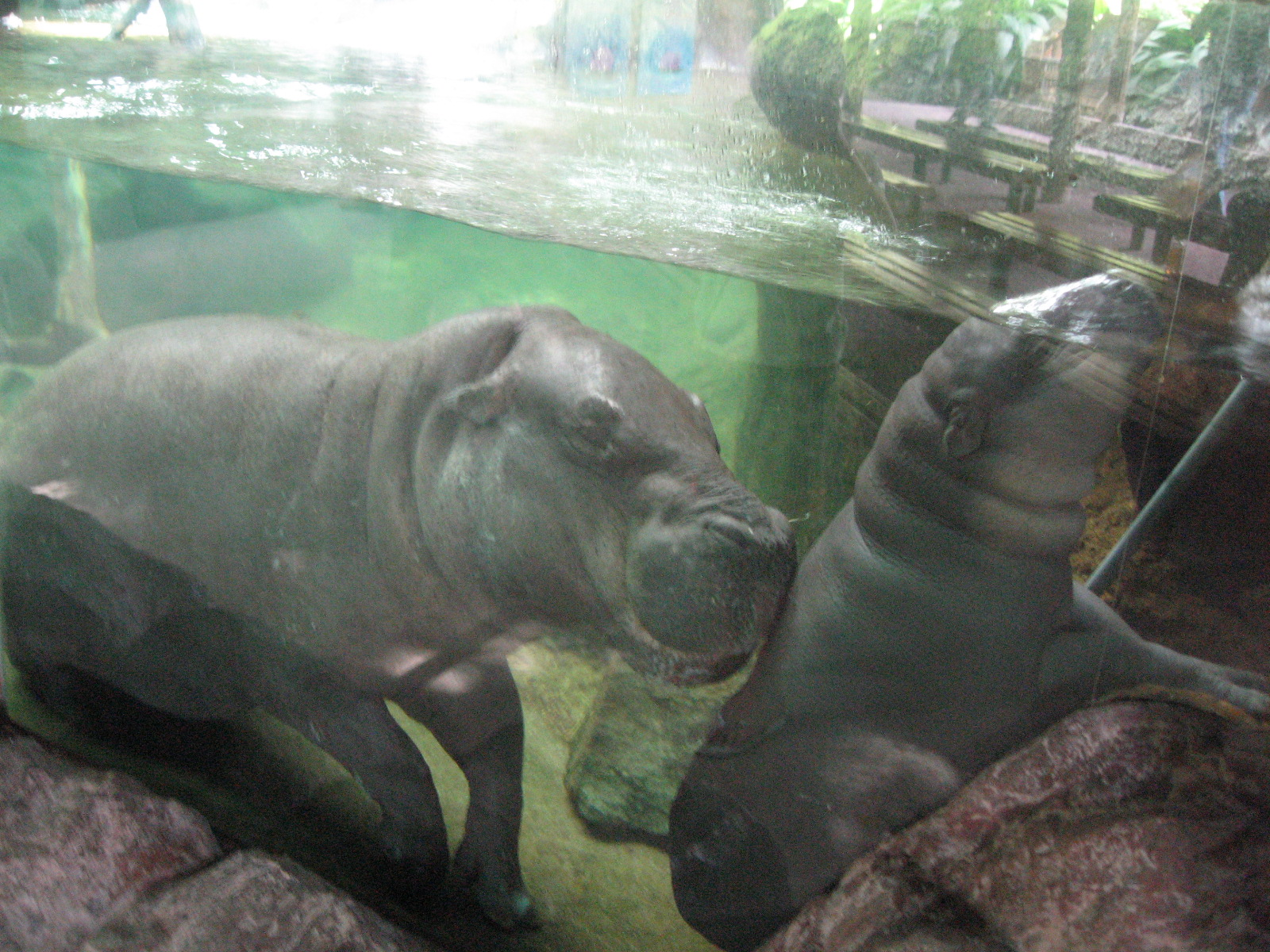
新加坡動物園的倭河馬

本种可以说是河马的近亲，但是无论从结构还是习性，都与河马相差较大。倭河马喜独居，偶尔成對（夫妻對或是母子對）或是结成小群，為夜行性動物。行為習性其實更類似貘，為趨同演化的結果。倭河馬在遇到其他個體時多半會選擇忽略對方而不是發生衝突(雄性兩棲河馬則傾向打鬥)。田野調查的研究顯示，雄性倭河馬的活動勢力範圍大約為 1.85 km2（460 acre），雌性倭河馬則為 0.4至0.6 km2（99—148 acre）。
倭河马较多在陆地上活动，而对水栖生活的適應不及河马。但与其更大的表兄弟一樣，它也是半水生和依賴水以保持肌膚滋潤和體溫降溫。如交配与生子的行為可能發生在水中或陸地上。

### 食性
倭河马同樣為草食性動物，在黃昏時自水中爬上陸地覓食，一天會花上接近六小時的時間進食。但倭河馬取食的食物种类比河马多样化，以蕨類、闊葉植物、水果為食，很少以草或水中植物為食。

### 繁殖

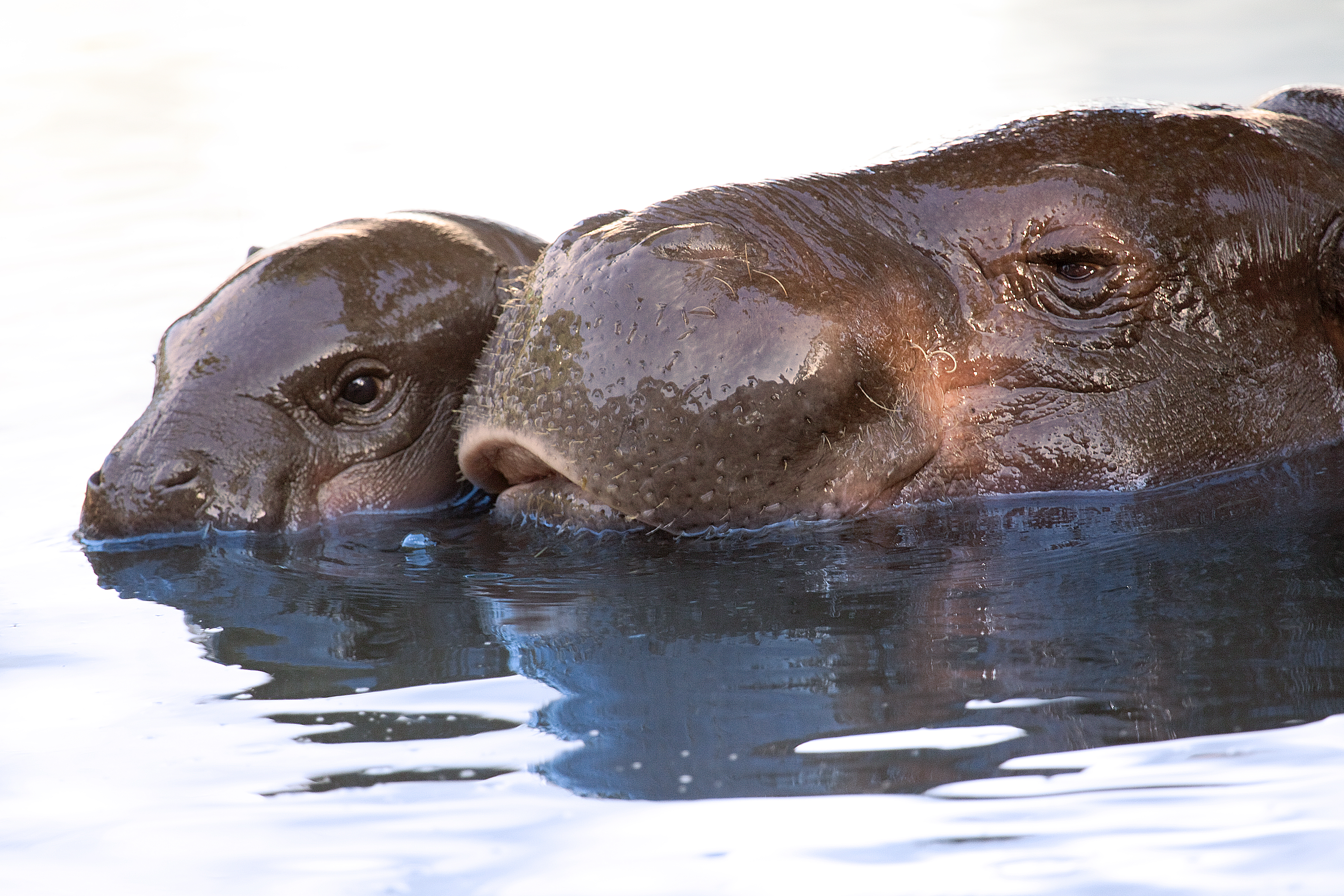
葡萄牙里斯本動物園倭河馬母子對

科學家尚未有野生倭河馬的繁殖紀錄，所有資料完全仰賴觀察人工飼養的個體而得，也許和野生個體會有存在差異。倭河馬在3－5歲時達到性成熟，目前最年輕產子的紀錄發生在瑞士巴塞爾動物園一頭3歲3個月大的母倭河馬上。雌性倭河馬的動情週期為35.5日，每次動情能持續24至48小時。
倭河馬為單配偶制（河馬則是一夫多妻制），然而尚不清楚配偶關係可以持續的時間長度。交尾可能發生於陸上或是水中，可以持續1－4小時。在人工飼育的環境下，全年每個月都能夠產下幼崽。妊娠期持續190－210天，每胎產1隻，偶爾產出雙胞胎。
初生的雌性倭河馬寶寶體重約 4.5—6.2（9.9—13.7磅），而雄性寶寶則會較雌性重 0.25（0.55磅）。幼崽約在六至八個月時斷奶，在斷奶前幼崽不會在母親到陸地上覓食的時候跟著，而是繼續躲在水中。母親一天會回到躲藏點3次並呼喚幼崽前來食用母乳。哺乳的時候母親會完全側躺。

## 生存威脅
野生倭河馬主要受到的威脅是來自於棲息地零碎化，牠們生活的森林被大量砍伐作為農地使用。隨著森林的萎縮，倭河馬面臨種群被分割的問題，進而導致基因多樣性降低。
在賴比瑞亞，當地人會為了肉偷獵倭河馬，據傳牠們的肉就和豬肉一樣好吃。